# آپیس (شهر)
آپیس (انگلیسی: Apis) یک شهر بندری باستانی در ساحل شمالی آفریقا، در حدود ۱۸ کیلومتری غرب مرسی مطروح بود، که قسمتی از آن در داخل مصر، و قسمتی از آن در مارماریکا در مرز غربی مصر قرار گرفته بود.